# Anna Oberparleiter
Anna Oberparleiter, née le 9 novembre 1990, est une coureuse cycliste italienne, spécialiste de VTT cross-country.

## Palmarès en VTT
Palmarès en VTT :

### Coupe du monde
- Coupe du monde de cross-country à assistance électrique
  - 2022 : 10e du classement général

### Championnats d'Europe
- Chies d'Alpago 2015
  -  Médaillée d'argent du cross-country eliminator
- Huskvarna 2016
  -  Médaillée de bronze du cross-country eliminator

### Autres
- 2009
  - 2e du championnat d'Italie de cross-country
- 2013
  -  Championne d'Italie de cross-country eliminator
- 2014
  - Memorial Berionni & Perego
  - 2e du championnat d'Italie de cross-country eliminator
  - 3e de Volpago del Montello
- 2015
  - Gaerne MTB Trophy
  - 2e de Nalles
  - Imst
  - 2e du Memorial Berionni & Perego
- 2017
  - 2e de Verona
- 2018
  - 3e de Volterra (cdm)

## Palmarès de cyclo-cross
- 2012
  - 2e du championnat d'Italie de cyclo-cross espoirs
- 2014
  - 3e de Rossano Veneto
- 2016
  - 2e du championnat d'Italie de cyclo-cross
- 2017
  - 2e de Vittorio Veneto
  - 3e de Faè di Oderzo
- 2018
  - Trofeo Triveneto - classement général